# Cherso (isola)

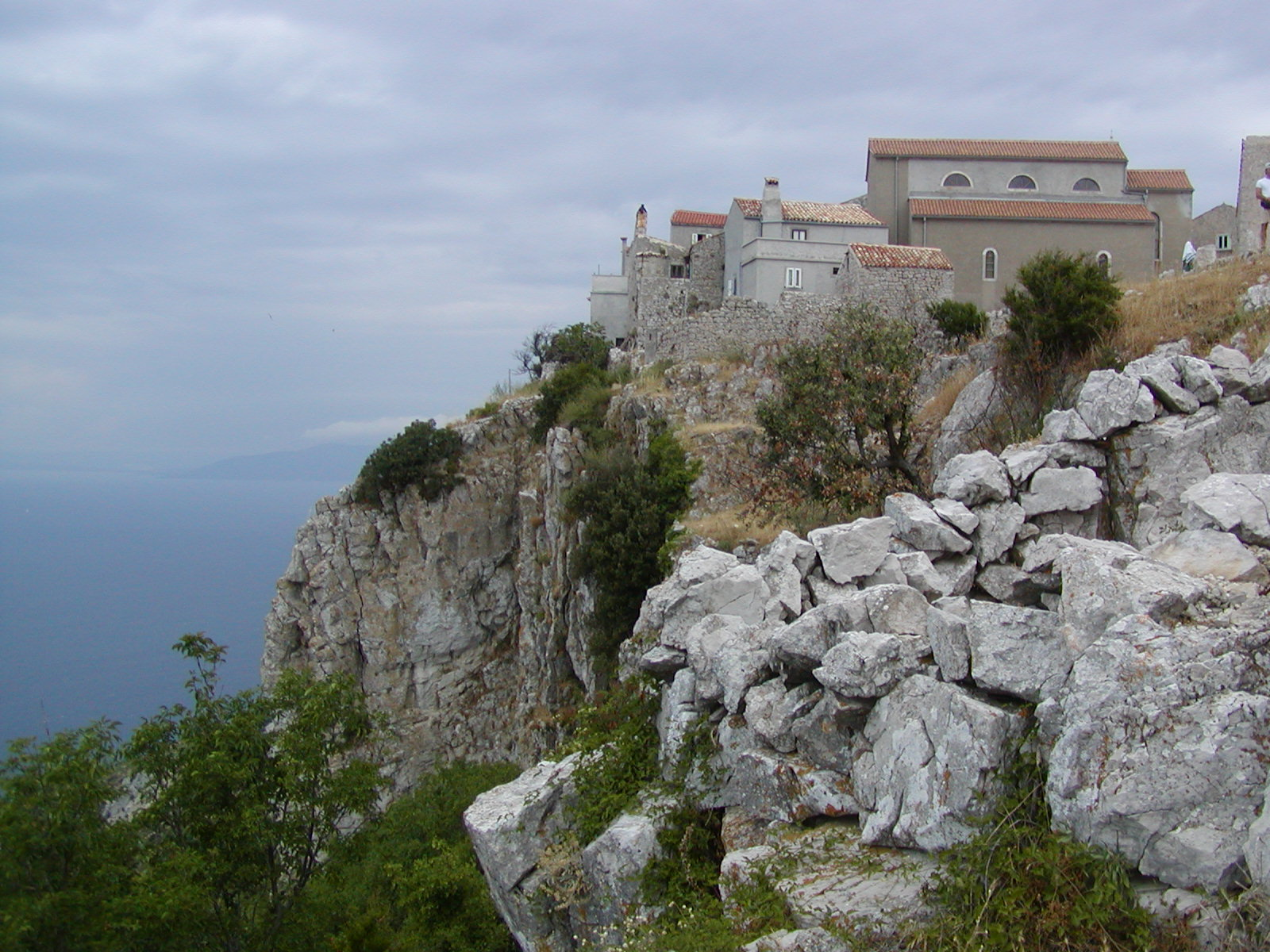
L'abitato di Lubenizze, a picco sul mare

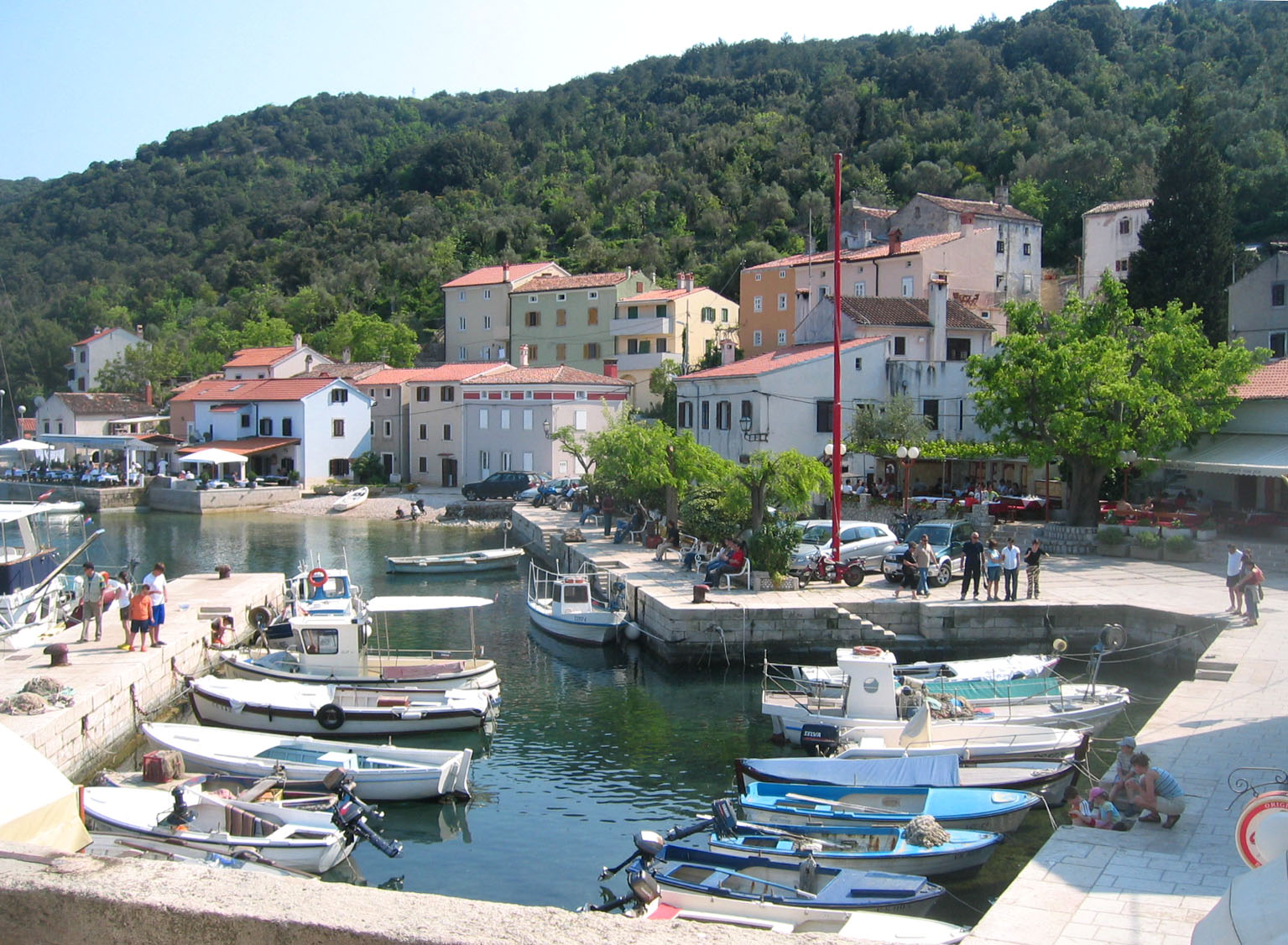
L'abitato di Vallon di Cherso

Cherso (in croato Cres, pron. [ˈtsrɛs]; in dalmatico e in latino Crepsa, in greco antico: Χέρσος?, Chèrsos ) è una delle isole dell'arcipelago del Quarnero, a pochi chilometri di distanza dall'Istria.
Ha una superficie di 405,78 km² e il suo capoluogo è la città di Cherso, abitata da 2 959 persone (2001). Altri centri abitati dell'isola sono i piccoli borghi di Ossero (Osor in croato), Caisole (Beli), Lubenizze (Lubenice), San Martino (Martinšćica), Vallon (Valun) e Dragosetti (Dragosetići).

## Geografia
L'isola di Cherso è la più grande isola dell'Adriatico. Si estende per una lunghezza di circa 80 km in direzione nord-sud e dista, nella parte settentrionale, solamente pochi chilometri dalla costa istriana, da cui è separata per mezzo del canale di Faresina ed è considerata appartenente alla regione geografica italiana. La parte nord, disabitata, culmina nel Capo di Cherso che dà sul golfo di Fiume. Scarsamente abitato è anche il versante orientale, bagnato dal canale di Veglia e dal Quarnerolo. L'isola di Cherso è circondata da alcune isole, di cui la più grande è Plauno, che è separata da Cherso per mezzo del canale della Corsia.
Mentre la parte settentrionale, che presenta fitti boschi di latifoglie e coste ripide e accidentate, offre spettacolari vedute del Quarnero, soprattutto in località La Sella (Predošćica), la parte centrale è caratterizzata da boschi di conifere e insenature (tra cui quella in cui sorge la città di Cherso). La parte meridionale dell'isola digrada infine dolcemente verso l'isola di Lussino, dalla quale è separata per mezzo della Cavanella, un brevissimo canale artificiale la cui costruzione risale all'epoca romana.
Sull'isola di Cherso si trova il lago di Aurana, che rifornisce d'acqua dolce anche la vicina Lussino. Oltre a costituire l'unica riserva d'acqua potabile delle due isole, il lago di Aurana ha anche la particolarità di avere un fondale che tocca i 50 metri sotto il livello del mare (la profondità totale dello specchio d'acqua è di 76 metri), senza che vi siano infiltrazioni di acqua salata. Data la vitale importanza del lago per l'approvvigionamento idrico delle isole, è severamente vietata la pesca e la balneazione nello stesso.
L'isola è attraversata, nella parte settentrionale, dal 45º parallelo Nord: a testimonianza di ciò, è presente un cippo a metà strada tra il paese di Vodice (Acquette) ed il bivio per Smergo (Merag).

## Storia
In seguito alla dominazione romana, gota e bizantina, l'isola di Cherso fu a lungo contesa tra la repubblica di Venezia ed i vicini regni di Croazia e Ungheria, finché nel tardo Medioevo Venezia se ne impossessò definitivamente.
Dopo il trattato di Campoformio (1797) Cherso passò dalla Repubblica di Venezia all'Impero asburgico. Con la fine della prima guerra mondiale fu assegnata con l'Istria e l'isola di Lussino all'Italia (1919). Nel 1947 fu ceduta alla Jugoslavia, per poi entrare a far parte della Croazia.

## Società

### La presenza autoctona di italiani
A Cherso esiste una piccola comunità di italiani autoctoni, che rappresentano una minoranza residuale di quelle popolazioni italiane che abitarono per secoli ed in gran numero, le coste dell'Istria e le principali città di questa, le coste e le isole della Dalmazia, e il Quarnaro, che erano territori della Repubblica di Venezia.
Fino alla seconda guerra mondiale l'isola era a maggioranza italiana. La presenza di italiani autoctoni a Cherso è drasticamente diminuita in seguito all'esodo giuliano dalmata.
Oggi, come nel caso della vicina Lussino, anche l'isola di Cherso ospita una comunità italiana, riunita nella Comunità degli Italiani di Cherso "Francesco Patrizio". Secondo l'ultimo censimento del 2011, la minoranza autoctona italiana dell'isola di Cherso rappresenta il 5,63% della popolazione complessiva.

## Gastronomia
Il piatto tipico dell'isola di Cherso sono i "Subioti de Cherso", dove "subioti" significa maccheroni in veneto (letteralmente vorrebbe dire "soffietti" o "fischietti", dal verbo subiar o supiar, soffiare).